# Dorian Hanza
Dorian Junior Hanza Meha (Fuenlabrada, 12 de mayo de 2001), más conocido como Dorian Hanza o Dorian Jr., es un futbolista hispano-ecuatoguineano que juega como delantero en el Viborg F. F. de la Superliga de Dinamarca. Es internacional con la selección de Guinea Ecuatorial.

## Trayectoria
El 16 de julio de 2025, fichó por el club danés Viborg. Firmó un contrato de cuatro años hasta el verano de 2029 y se le asignó el dorsal 19.

## Clubes
| Club                         | País      | Año       |
| ---------------------------- | --------- | --------- |
| Alcobendas C. F.             | España    | 2019-2020 |
| EI San Martín                | España    | 2020-2021 |
| Cultural y Deportiva Leonesa | España    | 2021-2024 |
| U. P. Langreo (préstamo)     | España    | 2021-2022 |
| C. D. Leganés "B" (préstamo) | España    | 2022-2023 |
| Marbella F. C.               | España    | 2024-2025 |
| Viborg F. F.                 | Dinamarca | 2025      |